# Linum aristatum
Linum aristatum là một loài thực vật có hoa trong họ Linaceae. Loài này được Engelm. mô tả khoa học đầu tiên năm 1848.

## Hình ảnh

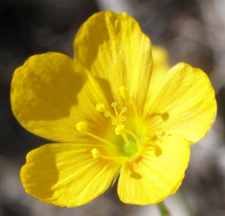